# Akkorde der Liebe
Akkorde der Liebe (OT: Penny Serenade) ist ein US-amerikanischer Liebesfilm aus dem Jahr 1941 mit Irene Dunne und Cary Grant in den Hauptrollen. Regie führte George Stevens. Cary Grant erhielt für seine Darstellung eine Oscarnominierung als bester Hauptdarsteller. Es war der dritte und letzte gemeinsame Auftritt der beiden Stars.

## Handlung
Julie Gardiner Adams steht kurz vor der Trennung von ihrem Ehemann Roger Adams. Sie will das gemeinsame Heim verlassen und hört ein letztes Mal die Lieder aus ihrer Schallplattensammlung. Über diese Lieder erinnert sie sich an das gemeinsame Leben mit Roger. Zunächst die erste Begegnung in einem Schallplattengeschäft, wo Roger der Verkäuferin Julie zahlreiche Platten abkauft, nicht ohne viele davon vorher im Laden Probe gehört zu haben. Zu Silvester kommt Roger sehr spät zur Party; Julies Freund Applejack wird bereits misstrauisch, ob Roger der richtige Partner für sie ist. Als er schließlich doch noch kommt, hat Roger eine aufregende Neuigkeit: Er erhält die erträumte Korrespondentenstelle seiner Zeitung in Japan und muss noch in derselben Nacht abreisen. Roger macht Julie einen Heiratsantrag und sie werden noch vor seiner Abreise getraut. Drei Monate nach der Abreise ihres Mannes reist Julie ebenfalls nach Japan.
1923 wird Tokio und Umgebung von dem katastrophalen Taishō-Erdbeben heimgesucht. Julie erleidet eine Fehlgeburt. Die Eheleute kehren heim in die USA, und Julie erhält die Nachricht, dass sie nie wieder ein Kind bekommen kann. Roger wird zu dieser Zeit Herausgeber einer Kleinstadtzeitung und das Paar versucht, ein Kind zu adoptieren. Dies ist schwierig, da die Zeitung in finanziellen Schwierigkeiten steckt. Miss Oliver von der Adoptionsvermittlung hilft ihnen jedoch mit Erfolg bei der Adoption von Trina. Im Alter von sechs Jahren stirbt Trina plötzlich. Die Ehe von Julie und Roger steht vor der Scheidung. Vor allem Roger isoliert sich zunehmend. Julie hört ein letztes Mal das gemeinsame Lieblingslied „Penny Serenade“. Als sie gehen will, ruft Miss Oliver an und informiert Julie darüber, dass sie einen zweijährigen Jungen zur Adoption für sie hat. Die Eheleute versöhnen sich wieder.

## Hintergrund
Nach gemeinsamen Auftritten in den Screwball-Komödien Die schreckliche Wahrheit und Meine Lieblingsfrau waren Irene Dunne und Cary Grant als Darsteller leicht frivoler Komödien etabliert. Akkorde der Liebe zeigte die beiden Darsteller als schicksalsgeplagte Eheleute, die trotz zahlreicher Probleme zusammenbleiben. In den Folgejahren gab es verschiedene mögliche Folgeprojekte, Dunne und Grant wieder vor die Kamera zu bekommen, zuletzt in Nur meiner Frau zuliebe, doch verhinderte vor allem die mangelnde Bereitschaft von Irene Dunne, ihren Namen nach dem von Grant an zweiter Stelle genannt zu bekommen, ein Folgeprojekt.
1944 wiederholte Irene Dunne ihre Rolle in der populären Radioshow Lux Video Theatre mit Joseph Cotten als Partner.

## Kritiken
Der Film wurde von den Kritikern mit Wohlwollen aufgenommen. Besonders das Zusammenspiel von Dunne und Grant fand Lob und Anerkennung.
Variety, das führende Branchenfachblatt, fand freundliche Worte, besonders für den weiblichen Star:

„Der Film markiert die Rückkehr von Miss Dunne auf die Leinwand nach einem ausgedehnten Urlaub, der bestenfalls als Beweis dienen mag, was für ein Star sie immer noch ist. In der Rolle eines nicht gerade wohlhabenden Herausgebers einer Kleinstadtzeitung ist sie ausgelassen und ernst und spielt die sentimentalen Passagen mit Zurückhaltung. Sie hatte schon aufregendere Rollen, aber keine verlangte eine derartige Emotionalität.“

Auch aktuelle Rezensenten lobten die sensible Darstellung des Themas:

„Ein feinfühliges Drama von starker Emotionalität; trotz des ernsten Themas mit einigen humorvollen Momenten.“

## Auszeichnungen
Der Film ging mit einer Nominierung in die Oscarverleihung 1942:
- Bester Hauptdarsteller – Cary Grant